# Vsi ljudje hitijo (album)
Vsi ljudje hitijo je drugi studijski album slovenske pop pevke Nece Falk, izdan leta 1980 pri ZKP RTV Ljubljana izključno v obliki kasete.

## Seznam pesmi
| Stran A | Stran A                                             | Stran A                          | Stran A    | Stran A |
| Št.     | Naslov                                              | Besedilo                         | Glasba     | Dolžina |
| ------- | --------------------------------------------------- | -------------------------------- | ---------- | ------- |
| 1.      | „Vsi ljudje hitijo‟                                 | Andrej Šifrer                    | Šifrer     | 3:44    |
| 2.      | „Prihajaš‟                                          | Saša Vegri                       | Dečo Žgur  |         |
| 3.      | „Dravski most‟ (priredba pesmi "Banks of the Ohio") | narodna, prevedel Tomaž Domicelj | narodna    |         |
| 4.      | „Balada‟                                            | Andrej Brvar                     | Jani Golob |         |
| 5.      | „Laborantka Sonja‟                                  |                                  |            |         |

| Stran B | Stran B                  | Stran B            | Stran B     | Stran B |
| Št.     | Naslov                   | Besedilo           | Glasba      | Dolžina |
| ------- | ------------------------ | ------------------ | ----------- | ------- |
| 6.      | „Tako dekle‟             | Svetlana Makarovič | Golob       |         |
| 7.      | „Drevo sem‟              | Lučka Falk         | Žgur        |         |
| 8.      | „Jaz sem tiho kot večer‟ | Branko Šömen       | Mojmir Sepe |         |
| 9.      | „Dobro jutro, dober dan‟ | Elza Budau         | Žgur        |         |
| 10.     | „Nimam več toliko rok‟   | Šömen              | Žgur        |         |